# Traeuy Kaoh
Traeuy Kaoh es una comuna (khum) del distrito de Kompung Bay, en la provincia de Kompot, Camboya. En marzo de 2008 tenía una población estimada de 6151 habitantes.
Se encuentra ubicada al sur del país, a escasa distancia de los montes Cardamomo, del parque nacional de Preah Monivong, de la costa del golfo de Tailandia y de la frontera con Vietnam.